# Guts
«Tripas» —título original en inglés: «Guts»— es el segundo episodio de la serie de televisión de terror The Walking Dead. Se transmitió en AMC en Estados Unidos el 7 de noviembre de 2010. El episodio fue escrito por Frank Darabont, el creador de la serie, y dirigido por Michelle MacLaren. En este episodio Rick Grimes conoce a los sobrevivientes del campamento de Atlanta.

## Trama
El alguacil Rick Grimes (Andrew Lincoln) es capaz de escapar del tanque y el enjambre de caminantes con la ayuda de Glenn Rhee (Steven Yeun), llevándolos a la seguridad de una tienda por departamentos. Rick se encuentra con los otros miembros del grupo explorador de Glenn, incluyendo a Merle Dixon (Michael Rooker), un racista virulento, y T-Dog (IronE Singleton), un hombre afroamericano que estaba incómodo por la actitud de Merle. Cuando T-Dog y Morales (Juan Gabriel Pareja) le expresan a Merle sobre su malestar, Merle le dice a T-Dog que jamás recibía órdenes de un "negro", un T-Dog indignado procede en atacar a Merle pero este lo retiene a punta de golpes a T-Dog y afirma tener el control, Rick lo somete y lo esposa a una tubería en el techo de la tienda y Rick le informa a Merle que acá todos tienen que trabajar juntos, que merodeaban los alrededores. Cuando el grupo entra en la tienda, una mujer de nombre Andrea (Laurie Holden) le apunta a Rick directo en la cabeza, furiosa por su imprudencia. Uno de los hombres, Morales, le informa a Rick que sus disparos terminaron atrayendo a cientos de caminantes y Andrea lo acusa de haberlos condenado a todos; desde afuera, los caminantes empiezan a ejercer contra la puerta y el vidrio empieza a resquebrajarse. Glenn toma contacto con el campamento de sobrevivientes fuera de la ciudad, donde era desconocido para Rick, su amigo Shane Walsh (Jon Bernthal) y su esposa Lori Grimes (Sarah Wayne Callies) y su hijo Carl (Chandler Riggs) están a salvo. Shane y Lori todavía creen que Rick está muerto, los dos son enamorados y empiezan a tener relaciones sexuales.
Mientras los caminantes logran infiltrarse en el edificio, el grupo encuentra su ruta de escape a través de la alcantarilla cortada. Rick ve una camioneta cercana que podrían usar para escapar. Con las calles inseguras, Rick plantea escapar por las alcantarillas de la ciudad y entonces Jacqui (Jeryl Prescott) les dice que quizás el edificio en el que se encontraban tenía una salida al alcantarillado. Glenn y Morales se dirigen al sótano para ver si podían encontrar la conexión mientras Rick y la mujer rubia se quedaron a vigilar la entrada. Andrea se presenta a Rick y se disculpa por haberle apuntando en la cabeza y entonces Rick le contesta que no había problema y le aconseja que la próxima vez debía quitarle el seguro a la pistola o de lo contrario no dispararía. Rick y Glenn despachan a un caminante y se cubren con la sangre y las vísceras del caminante eliminado, para enmascarar su aroma de otros caminantes mientras atraviesan la horda. Pronto comienza a llover, lavando el olor del caminante, al darse cuenta los caminante de Rick y Glenn ambos comienzan a correr y logran llegar al camión pese a las dificultades. Glenn usa la alarma del automóvil en un Dodge Challenger para alejar a los caminantes, mientras Rick conduce el camión a las puertas de carga de la tienda departamental. En las prisas por escapar, T-Dog se le cae accidentalmente la llave de las esposas para Merle en un desagüe de alcantarillas y se ven obligados a abandonarlo; sin embargo, T-Dog asegura la puerta de acceso al techo con una cadena pesada para darle a Merle algo de protección. El grupo restante viaja con Rick de regreso al campamento de sobrevivientes, con Glenn siguiéndolo de cerca.

## Título
El título del episodio hace referencia a las tripas de los caminantes que Rick y Glenn usan para pasar inadvertidos entre los caminantes.

## Producción
"Guts" fue escrito por Frank Darabont y dirigido por Michelle MacLaren. El episodio contiene una secuencia en la que los sobrevivientes matan y disecan a un caminante. Rick Grimes y Glenn Rhee acuerdan encontrar un vehículo para escapar del centro Atlanta y, para evitar atraer la atención de las hordas de caminantes, deciden envolverse de las entrañas a su alrededor. La filmación de la escena comenzó en la parte inferior del Centro Federal del Sam Nunn Atlanta, representada como una ubicación abandonada de la locación del Macy's. (De hecho, es la histórica tienda insignia de la sede de Atlanta para gente de clase alta, cerrada por la empresa matriz de Macy's; el centro real de Macy's era la tienda) El escritor Robert Kirkman sintió que "muy mucho tiene sentido en el contexto de la historia " y agregó que la violencia gráfica tuvo su lugar dentro del programa. En su entrevista con Entertainment Weekly, Kirkman explicó por qué los personajes cubrían ellos mismos en la sangre y las entrañas de un caminante:

"No es que puedan oler mejor, es solo que están acostumbrados a un olor general a muerte, ya que se mueven en grupos. Y la única forma en que posiblemente puedan diferenciar entre personas vivas y personas muertas, es una especie de ausencia de ese olor. Realmente es solo una diferencia en cómo huelen, no '¡Oye, podemos buscar carne viva como un sabueso!' Se me ocurrió que de vez en cuando hay zombis que realmente no parecen mucho más muertos que una persona viva. Realmente no puede ser desde una perspectiva visual que estén atacando a los seres humanos. Y no se atacan nunca. Entonces tiene que haber una razón para eso. Entonces, tal vez sea una especie de olor".

Junto al elenco principal (IronE Singleton como T-Dog, Jeryl Prescott como Jacqui, y Juan Pareja como Morales), "Guts" presenta apariciones especiales de varios actores y actrices, incluyendo Emma Bell como Amy y Michael Rooker como Merle Dixon. El mes siguiente después del anuncio de Sarah Wayne Callies para interpretar el papel de la esposa de Rick Lori Grimes, Laurie Holden reclamó el papel de Andrea; Holden había trabajado previamente con Darabont en la película de terror de ciencia ficción The Mist (2007). Andrew Rothenberg interpretó a Jim. Sam Witwer, que había colaborado con Darabont en The Mist , apareció como un soldado zombificado. Frances Cobb interpretó a un sobreviviente del campamento. Chance Bartels interpretó a un caminante que es disparado por Merle. Kirkman declaró que estaba emocionado al escuchar la aparición del actor, y agregó que había sabido de Rooker desde la película de comedia Mallrats (1995). Estaba satisfecho con la actuación de Rooker, bromeando que fue "El Show de Michael Rooker para un episodio sólido."

"De hecho, tuve la oportunidad de salir con él y es un tipo totalmente increíble. Siempre juega con los malos y los psicópatas, y es extraño, porque es un chico muy bullicioso y amigable. Pero sí, su personaje es muy importante para la vida del espectáculo. Es un personaje completamente original que nunca estuvo en el cómic. Es el primer ser humano con el que se encuentran y dice: 'Oye, este tipo es realmente peligroso'. También a Michael Rooker le gusta improvisar. Nos superó nuestro límite de maldición un par de veces. Creo que fue un poco doloroso para los empleados de post-producción."

El letrero en el camión de caja blanca que Rick y Glenn solicitan para rescatar sus suministros de los grandes almacenes de Atlanta dice "Constructores Ferenc". Ferenc es el nombre de pila del desarrollador y escritor de la serie Frank Darabont.

## Recepción

### Recepción de la crítica
Leonard Pierce de The A.V. Club le otorgó una calificación de B- en una escala de F a A, comentando que fue un paso por debajo de la calidad del piloto, pero dijo que "tenía muchas buenas cualidades" y "el espectáculo todavía se ve fantástico, y el la opción de usar película de 16 mm vale la pena una y otra vez, lo que le da a todo una calidad clara y brillante que se adapta perfectamente al estado de ánimo". Eric Goldman de IGN calificó el episodio 7 de 10, y también notó que fue un episodio más débil que el piloto. A Goldman no le gustó la presentación de Merle, llamándolo "ridículo", pero disfrutó de la secuencia en la que Rick y Glenn se cubren de tripas para disfrazarlos de los zombis. Comentó: "En general, este episodio tuvo momentos divertidos, se sintió más como una película de terror llena de adrenalina que como el piloto de ritmo más lento. Pero también careció de la emoción y la profundidad del piloto".

### Calificaciones
En su emisión inicial el 7 de noviembre de 2010, "Guts" fue visto por 4.7 millones de espectadores, lo que fue ligeramente inferior a su episodio piloto.